# Antracologia

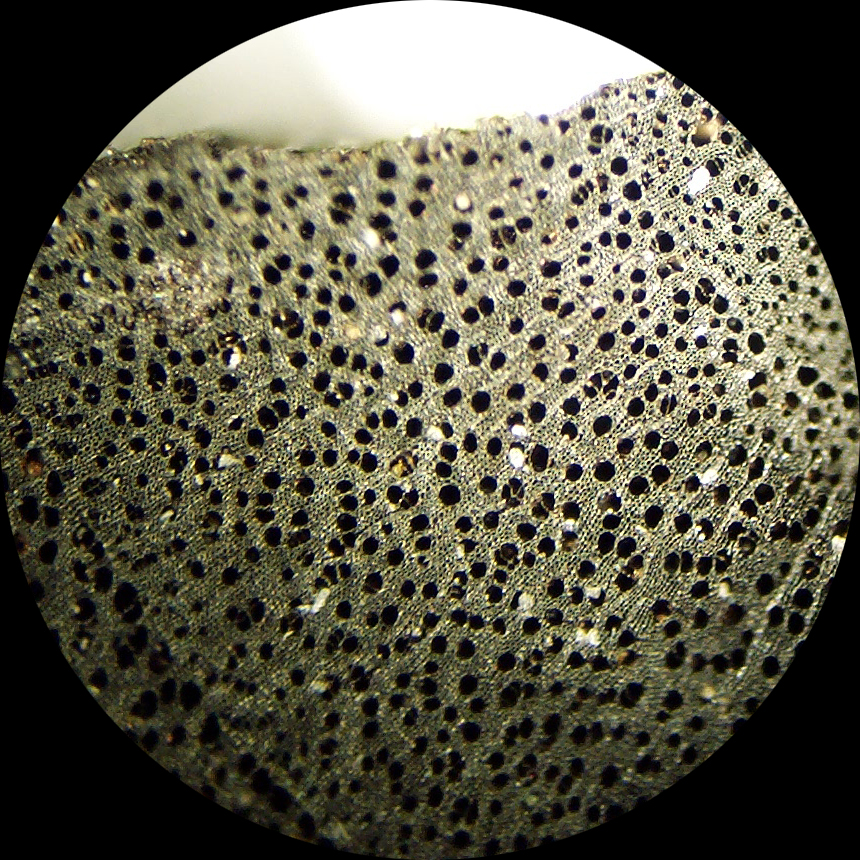
Foto al microscopio di un carbone di legna

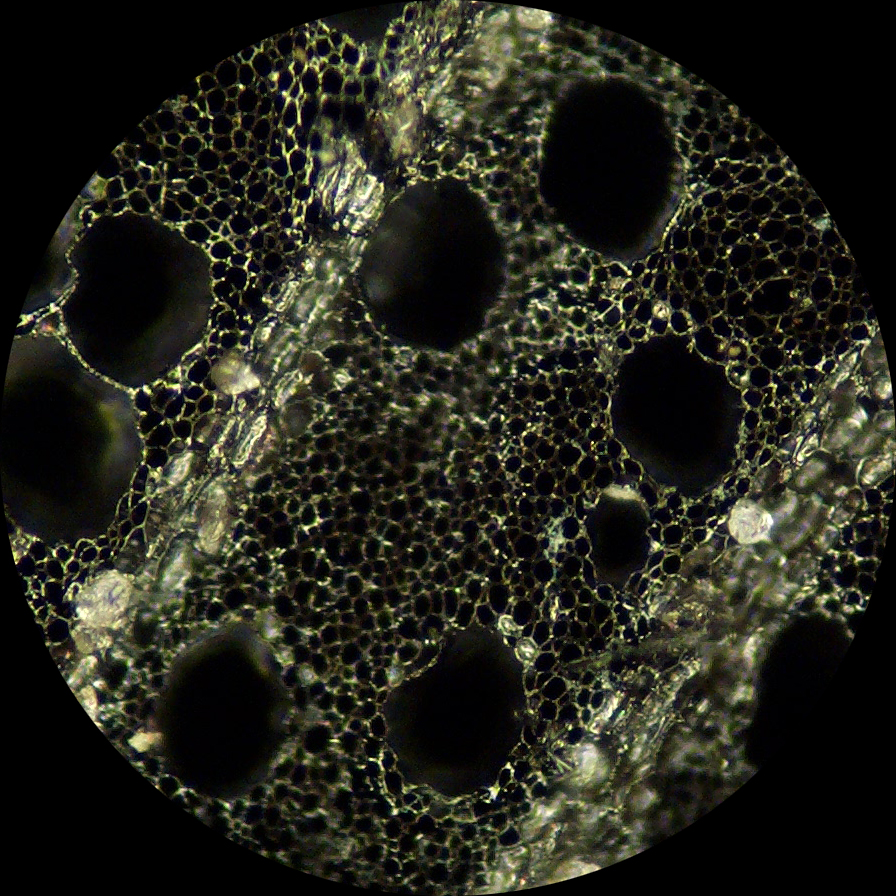
Foto al microspcopio di un carbone di legna a un maggiore ingrandimento

L'antracologia è una disciplina archeobotanica che analizza, classifica e interpreta i carboni vegetali reperiti nell'ambito di uno scavo stratigrafico, di una ricognizione di superficie o di altre indagini archeologiche.

La parola deriva dal francese anthracologie che ha la sua etimologìa dal greco anthrax "carbone" col suffisso -logia "studio scientifico".

## Storia
Già sviluppata nell'Europa centrale e settentrionale e in Francia dalla seconda metà del Novecento, in Italia si è affermata dagli anni 1970 grazie al  Laboratorio di archeobiologia dei Musei Civici di Como (archiviato dall'url originale il 22 agosto 2007). e più recentemente all'attività didattico-scientifica del  L.A.S.A.. - Laboratorio di archeologia e storia ambientale dell'Università di Genova e del  Laboratorio di Archeobiologia dell'Università del Salento. URL consultato il 7 febbraio 2018 (archiviato dall'url originale il 15 aprile 2006)..

## Applicazioni
L'antracologia, partendo dallo studio dei resti carbonizzati, anche in associazione al metodo di datazione archeometrica del carbonio 14 viene applicata per la ricostruzione su scala locale e regionale di segmenti della storia della copertura vegetale, del suo utilizzo come risorsa e delle sue dinamiche nell'ambiente variamente antropizzato (ambienti storici e paleoambienti). 
Insieme ad altre discipline archeobotaniche, quali la dendrocronologia, la palinologia, la carpologia lo studio dei fitoliti, si rivela dunque utile per molte ricerche storico-archeologiche che riguardino l'insediamento, l'architettura, la metallurgia, e altre arti del fuoco come le produzioni di carbone di legna e di calce.

## Oggetto di studio
- I carboni vegetali oggetto di studio dell'antracologia possono essere stati originati:
  - in strutture di combustione (per riscaldamento, cottura, illuminazione, artigianato...)
  - da manufatti carbonizzati (elementi costruttivi, oggetti e utensili lignei...)
  - da legna e alberi incendiati intenzionalmente o meno